# Ченсфорд Тауншип (округ Йорк, Пенсільванія)
Ченсфорд Тауншип (англ. Chanceford Township) — селище (англ. township) в США, в окрузі Йорк штату Пенсільванія. Населення — 5936 осіб (2020).

## Демографія
Згідно з переписом 2010 року, у селищі мешкало 6111 осіб у 2256 домогосподарствах у складі 1759 родин. Було 2395 помешкань
Расовий склад населення:
| - 97,0 % — білих - 0,9 % — чорних або афроамериканців - 0,3 % — азіатів - 0,2 % — корінних американців |

До двох чи більше рас належало 1,4 %. Частка іспаномовних становила 1,0 % від усіх жителів.
За віковим діапазоном населення розподілялося таким чином: 23,4 % — особи молодші 18 років, 65,1 % — особи у віці 18—64 років, 11,5 % — особи у віці 65 років та старші. Медіана віку мешканця становила 41,3 року. На 100 осіб жіночої статі у селищі припадало 105,1 чоловіків;  на 100 жінок у віці від 18 років та старших — 102,3 чоловіків також старших 18 років.
Середній дохід на одне домашнє господарство  становив 59 985 доларів США (медіана — 54 023), а середній дохід на одну сім'ю — 64 125 доларів (медіана — 60 509). Медіана доходів становила 46 979 доларів для чоловіків та 39 343 долари для жінок. За межею бідності перебувало 13,4 % осіб, у тому числі 26,8 % дітей у віці до 18 років та 10,9 % осіб у віці 65 років та старших.
Цивільне працевлаштоване населення становило 2744 особи. Основні галузі зайнятості: освіта, охорона здоров'я та соціальна допомога — 17,0 %, будівництво — 16,1 %, роздрібна торгівля — 15,4 %, виробництво — 15,1 %.